# سمبررو (فیلم)
«سمبررو» (انگلیسی: Sombrero (film)) یک فیلم به کارگردانی نورمن فاستر است که در سال ۱۹۵۳ منتشر شد.

## بازیگران
- ریکاردو مونتالبان
- پیر آنجلی
- ویتوریو گاسمن
- ایوان دکارلو
- سید شریس
- نینا فوخ
- توماس گومز
- کرت کاشنر